# آوبرن‌هیلز (میشیگان)
آوبرن‌هیلز، میشیگان (به انگلیسی: Auburn Hills, Michigan) یک شهر در ایالات متحده آمریکا با جمعیت ۲۱٬۴۱۲ نفر است که در میشیگان واقع شده‌است.